# Brewster F2A Buffalo
El Brewster F2A Buffalo, va ser un caça embarcable que va prestar servei a l'exèrcit finlandès durant la Segona Guerra Mundial.

## Disseny i desenvolupament
L'any 1936, els enginyers Dayton T. Brown i R.D. MacCart de la Brewster Aeronautical Corporation, van iniciar el disseny, a partir d'una proposta de la U.S. Navy, d'un caça embarcable monoplaça i construït completament amb metall amb el tren d'aterratge retràctil. La comanda va arribar el 22 de juny de 1936 i el desembre de 1937 es va entregar el prototip amb el nom de B-139, que portava un motor Wright XR-1820-22 Cyclone de 950 h.p.
L'11 de juny de 1938 la US Navy va demanar 54 unitats d'una versió desenvolupada i motoritzada amb un Wright XR-1820-34, amb una doble metralladora Colt de 12,7 mm. a les ales i dues més al fuselatge que va donar com a resultat el B-239 que es va començar a entregar el juny de 1939 però tan sols 11 unitats van entrar en servei a la US Navy, els restants 43 van ser venuts com a excedents i van ser exportats a Finlàndia que els va adquirir abans de l'inici de la Segona Guerra Mundial tement la invasió per part de la Unió Soviètica i que va fer l'últim vol el 14 de setembre de 1948.

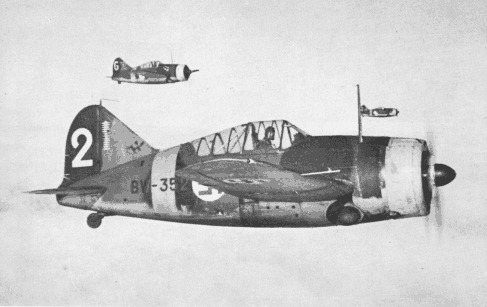
Caces Brewster B-239 en formació

La gran majoria dels avions foren retirats del servei al final de la Segona Guerra Mundial, la majoria, desmantellats. Alguns estan en museus.

## Variants[1]
- B-139: prototip original
- B-239: versió que majoritàriament va fer servir l'exèrcit finlandès
- F2A-2: versió millorada del B-239 amb un motor Wright XR-1820-40, hèlix elèctrica enlloc de la hidràulica que portava el model anterior i redisseny del tanc de combustible per un sistema de carburació d'alta pressió. Es van produir 43 unitats d'aquest model que es van rebre a partir de setembre de 1940.
- B-339: versió de caça amb base a terra enlloc d'embarcat que, a causa de les demandes de la R.A.F en qüestió de blindatge, va augmentar el seu pes i disminuir dràsticament la seva maniobrabilitat. Tot i això es van produir 40 unitats per Bèlgica, 170 unitats per Gran Bretanya i 72 per la divisió de l'aire Holandesa de les Índies.
- F2A-3: versió més llarga, més pesant i amb més capacitat de combustible que va fer que tingués un rendiment i un temps de vida molt baixos. 21 unitats de la US Navy van participar en la defensa aèria de l'illa de Midway sota l'atac dels japonesos el juny de 1942.[2]

## Especificacions B-239 (F2A-1)
Dades de The complete book of fighters
Característiques generals
- Tripulació: 1
- Longitud: 7,92 m
- Envergadura: 10,67 m
- Alçada: 3,56 m
- Superfície de l'ala 19,41 m2
- Pes buit: 1.717 kg
- Pes carregat: 2.293 kg
- Motors: 1×  Wright XR-1820-34 , 940 c.v.

 Rendiment 
- Velocitat màxima: 484 km/h
- Abast: 1.762 km
- Ràtio d'ascens: 15,54 m/s

## Avions similars
- Buffalo Mk I